# Hôtel de Ligniville (Nancy)
Ne doit pas être confondu avec Hôtel de Ligniville (Besançon).
L'hôtel de Ligniville, ou de Lignéville, est un hôtel particulier de la Vieille ville de Nancy, situé au numéro 23 de la Grande-Rue.

## Description
C'est un édifice de style Renaissance, du XVIIe siècle. Une façade assez étroite mais toute en symétrie, avec de nombreuses sculptures sur toute la hauteur se terminant par deux gargouilles, lion et ours.
Partie classée, l'escalier renaissance sur cour est visible depuis le restaurant. Il reste dans la cour des traces du puits d'alimentation.

## Classement
La façade sur rue y compris le vantail en menuiserie de la porte, l'escalier, la galerie à entrelacs sur cour et la toiture sont inscrits au titre des monuments historiques par arrêté du 6 mars 1946.

## Références

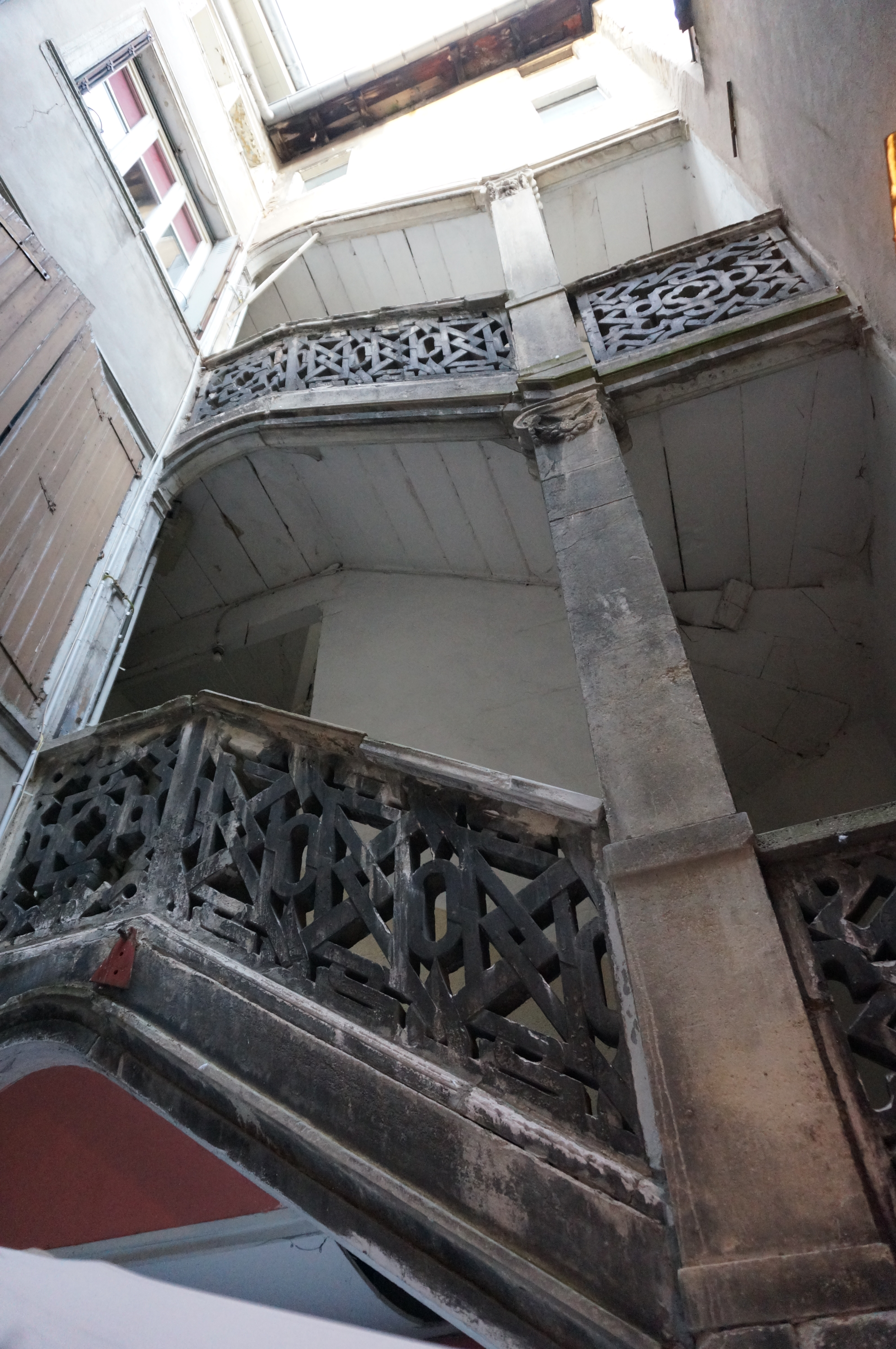
Escalier, depuis la cour.
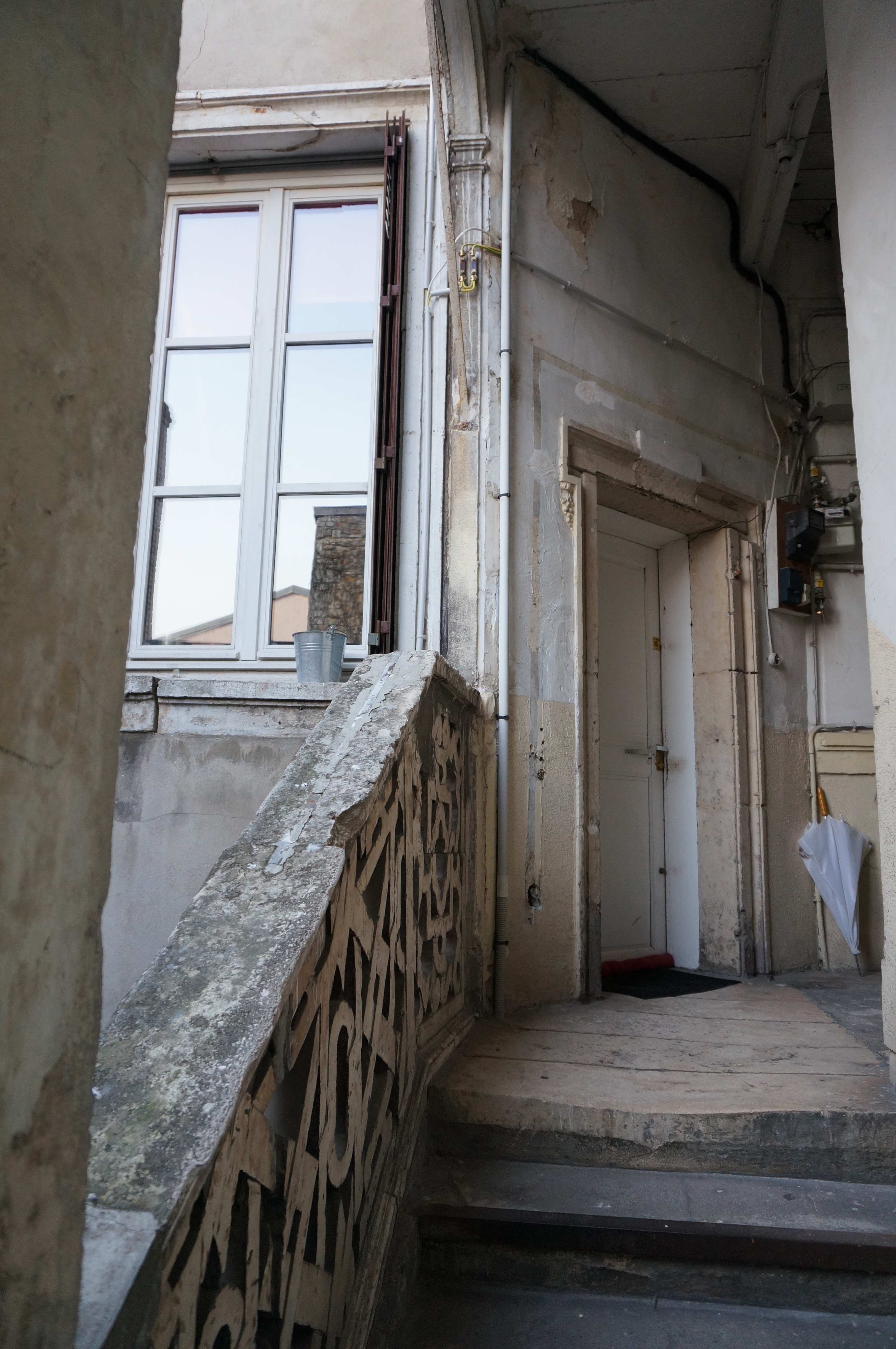
Escalier.
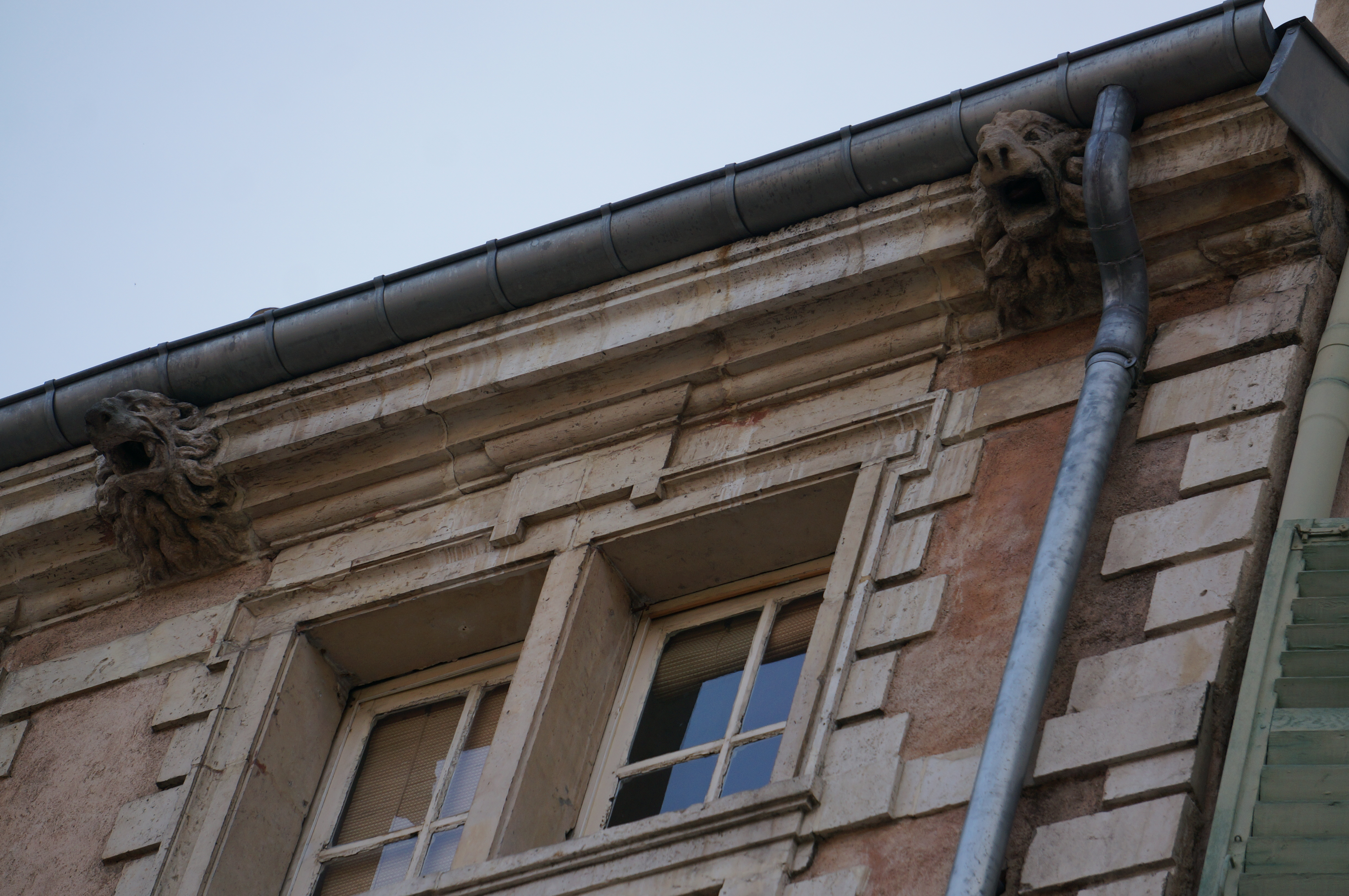
Gargouilles.